# Fotochrome lens

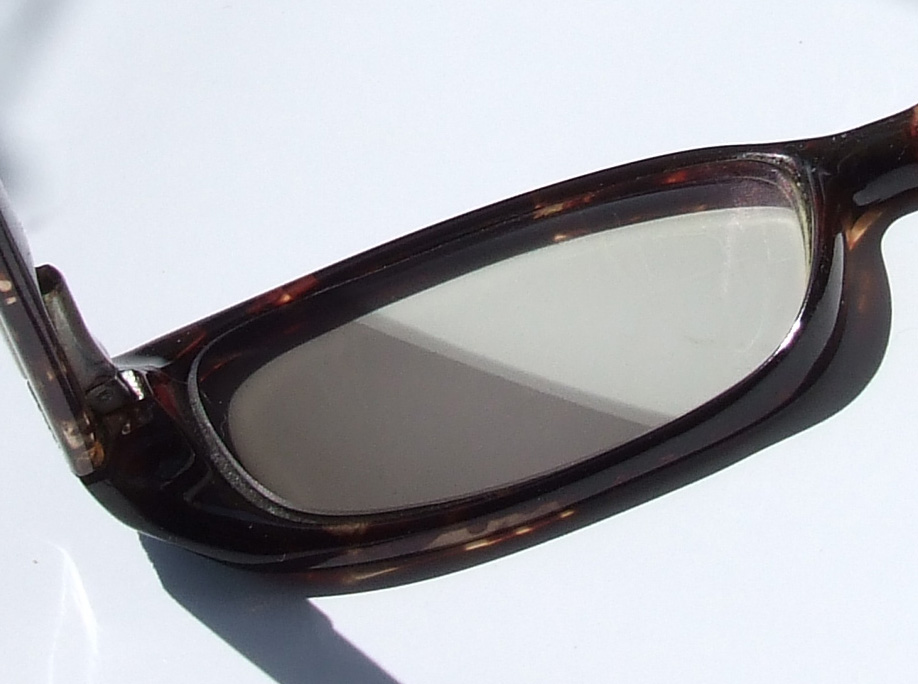
Bril met fotochromische lenzen; het gedeelte in zonlicht wordt donker in tegenstelling tot het deel dat met papier van het licht is afgeschermd.

Een fotochrome lens is een lens die van kleur verandert als ze wordt blootgesteld aan licht met ultraviolette stralen, zoals zonlicht, en die reversibel terugkeert naar haar oorspronkelijke kleur in het donker of meer algemeen als de straling wegvalt. Fotochrome lenzen worden gebruikt in (zonne)brillen, sport- en skibrillen of als contactlenzen.
De eerste fotochrome C werden in de jaren 1960 ontwikkeld. Het effect wordt bekomen door een fotochroom materiaal zoals microkristallijn zilverchloride in het glassubstraat te dispergeren, of door de lens te coaten met een dun laagje van een fotochrome stof. Men kan ook plastic lenzen maken waarin een fotochrome stof is gedispergeerd in het transparante plastic. Dergelijke stoffen zijn bijvoorbeeld spiro(indoline)naftoxazineverbindingen, die snel van kleurloos naar blauw veranderen als ze aan zonlicht of ultraviolet licht worden blootgesteld.